# Anna, Ciro et compagnie
Anna, Ciro et compagnie (Anna, Ciro e… compagnia) est une série télévisée italienne en treize épisodes de 25 minutes, diffusée en 1982 sur la Rai.
En France, la série a été diffusée à partir du 6 juillet 1985 sur Canal+. Elle reste inédite dans les autres pays francophones.

## Synopsis
Cette série, destinée à la jeunesse, met en scène les aventures de trois enfants : Anna, une orpheline, et ses inséparables amis, Ciro et Francesco.

## Distribution
- Cariddi Nardulli (it) : Anna
- Francesco Pezzulli (it) : Francesco
- Giuseppe Pezzulli : Ciro
- Milena Vukotic : La nonna